# Na Wewe
 (juillet 2025).
Pour plus de détails, voir Fiche technique et Distribution.
Na Wewe (littéralement en français : Toi aussi)  est un court métrage belge réalisé par Ivan Goldschmidt, sorti le 25 avril 2010.

## Synopsis
En 1994 ou à peu près. Il y a eu une guerre civile au Burundi. Un conflit génocidaire opposant les Hutus et les Tutsis ... Nous sommes témoins de l'un de ces épisodes tristement fréquents: l'attaque par les rebelles d'un minibus transportant des passagers ordinaires. Une Kalachnikov éclate. Le bus s'arrête, les passagers descendent. Il s'ensuit une « sélection » séparant les Hutus et les Tutsis. Mais qui est un Hutu, qui est Tutsi?

## Fiche technique
- Titre original : Na Wewe
- Titre en français : Toi aussi
- Réalisation : Ivan Goldschmidt
- Scénario : Jean-Luc Pening
- Musique : Jérémie Hakeshimana
- Production : Ivan Goldschmidt, Jean-Luc Pening, Dries Phlypo et Jean-Claude van Rijckeghem
- Sociétés de production : A Private View, Cut !, Medya Menia, Radio Télévision Belge Francophone (RTBF)
- Société de distribution : Premium Films
- Pays d’origine :  Belgique
- Langue originale : français
- Format : couleur - 35 mm - 1,85 : 1 - son Dolby SR
- Genre : comédie, court métrage
- Durée : 19 minutes
- Dates de sortie : 
  - Belgique : 25 avril 2010
  - États-Unis : 11 février 2011

## Distribution
- Fabrice Kwizera : Le Petit Rebelle
- Renaud Rutten : L'Européen
- Floris Kubwimana : Clément
- Ismaël Kaposho : Le Chef
- Issa Rugendo : Aimé
- Ciza Muhirwa : Freddy
- Vanessa Ngoga: La Zaïroise